# Paleis op de Dam
El Paleis op de Dam (neerlandès per a 'palau vora el Dam') és un palau reial a la plaça Dam d'Amsterdam, Països Baixos. També es coneix pel nom de Koninklijk Paleis te Amsterdam ('palau Reial d'Amsterdam').
Fou construït entre 1648 i 1665 per l'arquitecte Jacob van Campen com a edifici de l'ajuntament d'Amsterdam i va començar a servir com a palau reial el 1808. L'estil emprat és classicista, habitual en els Països Baixos de l'època.

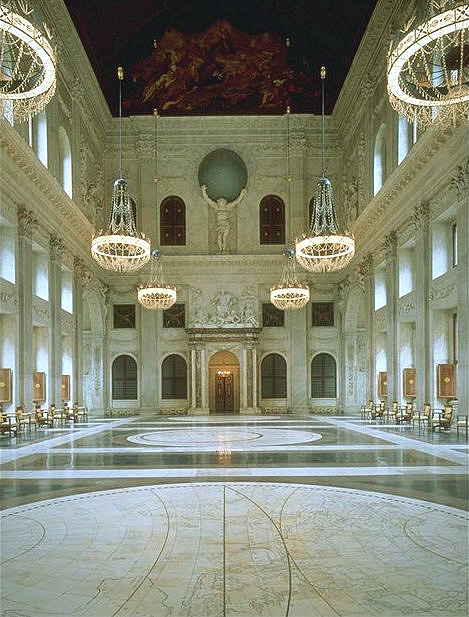
La Burgerzaal, al palau

Quan es va construir, era l'edifici administratiu més gran d'Europa, considerat com un símbol de la puixança de la ciutat i les Províncies Unides. Els habitants d'Amsterdam el qualificaren com la «vuitena meravella del món».
El 1808, Lluís Bonaparte, rei de l'efímer regne d'Holanda (1806-1810), escollí Amsterdam com a residència de la cort, després d'haver estat a La Haia i Utrecht. Va fer modificacions al palau municipal. Malgrat això, el rei no l'habità i el va destinar a seu del museu reial, el Rijksmuseum.
El 1810, amb l'annexió d'Holanda a França, serví com a residència del governador general d'Holanda. El 1813, expulsats els francesos, tornà a ser la seu de l'ajuntament d'Amsterdam, però Guillem I dels Països Baixos el tornà a convertir en palau el 1815.
Actualment, els reis el fan servir per a actes i recepcions oficials a la ciutat, com que habitualment resideixen a La Haia.